# Arciriacianina A
La arciriacianina A es un alcaloide colorido derivado del triptófano aislado de Arcyria nutans. UV: [neutral]λmax224 (log ε4.06) ;243 (log ε4.15) ;264 (log ε3.88) ;360 (log ε3.72) ;625 (log ε2.49) ( MeOH)

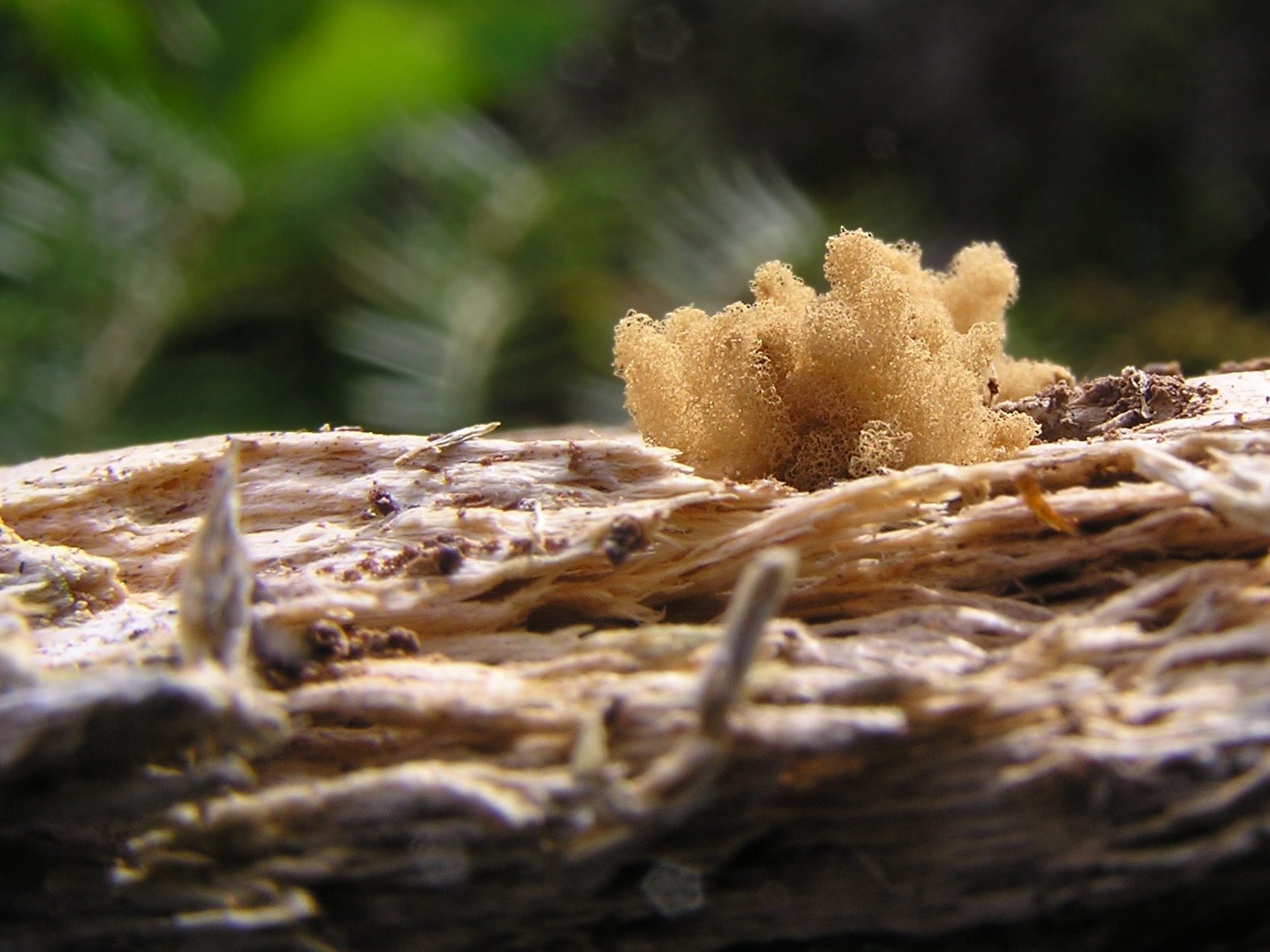
Arcyria nutans

## Actividad biológica
La arciriacianina A es un agente citotóxico sobre varias líneas celulares. También es un inhibidor de la enzima quinasa C y de la enzima tirosina quinasa.

## Síntesis
Murase y colaboradores propusieron un método de síntesis para la arciriacianina A a partir de 1-metoxiindol, 4-oxo-1-tosil-4,5,6,7-tetrahidro-1H-indol y N-tosildibromomaleimida

## Derivados naturales
La Dihidroarciriacianina A es un pigmento aislado de Arcyria nutans y Arcyria obvelata. UV: [neutral]λmax344 (ε38000) ;363 (ε32000) (MeOH)